# Schlachthof (Koblenz)

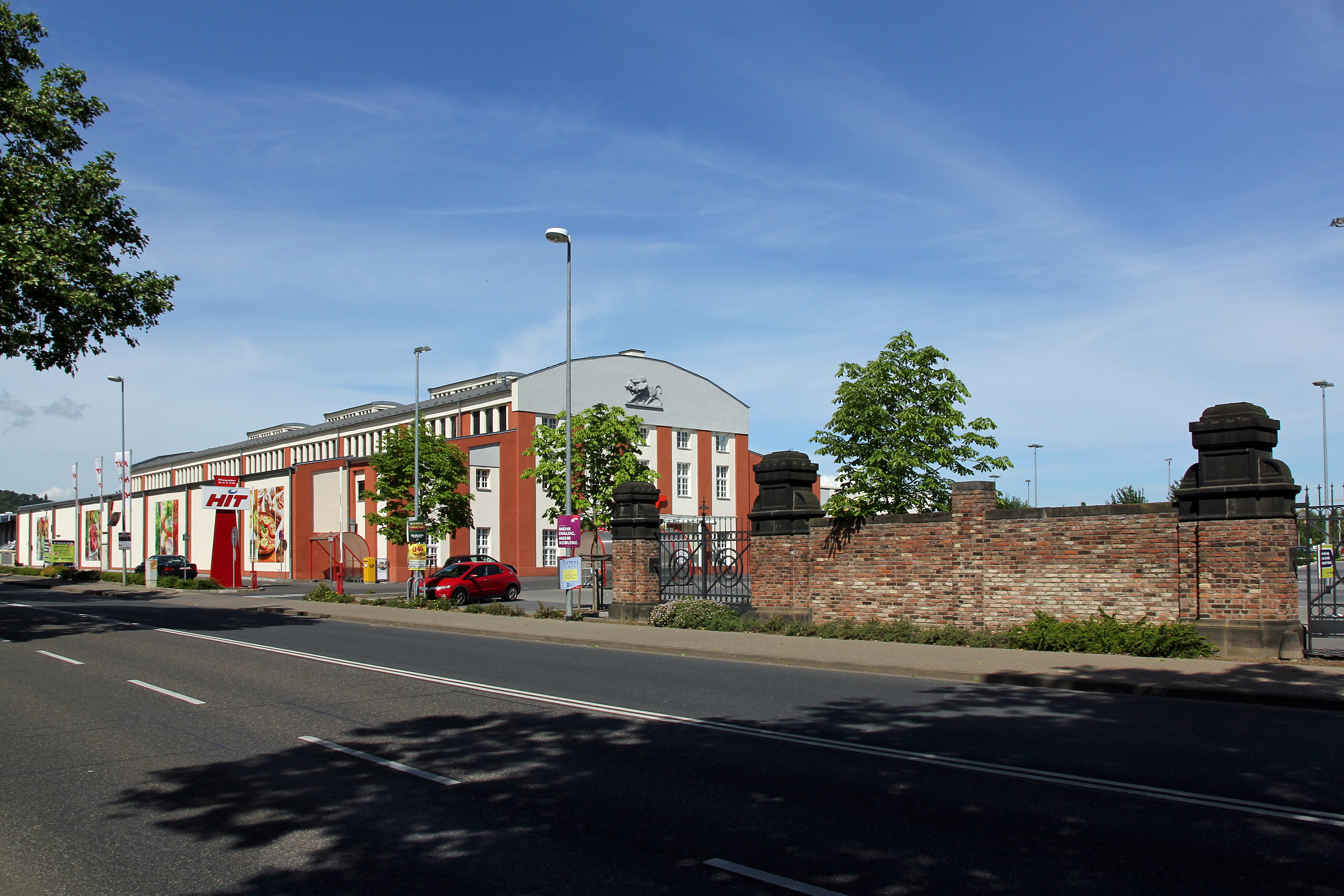
Der ehemalige Schlachthof in Koblenz-Rauental

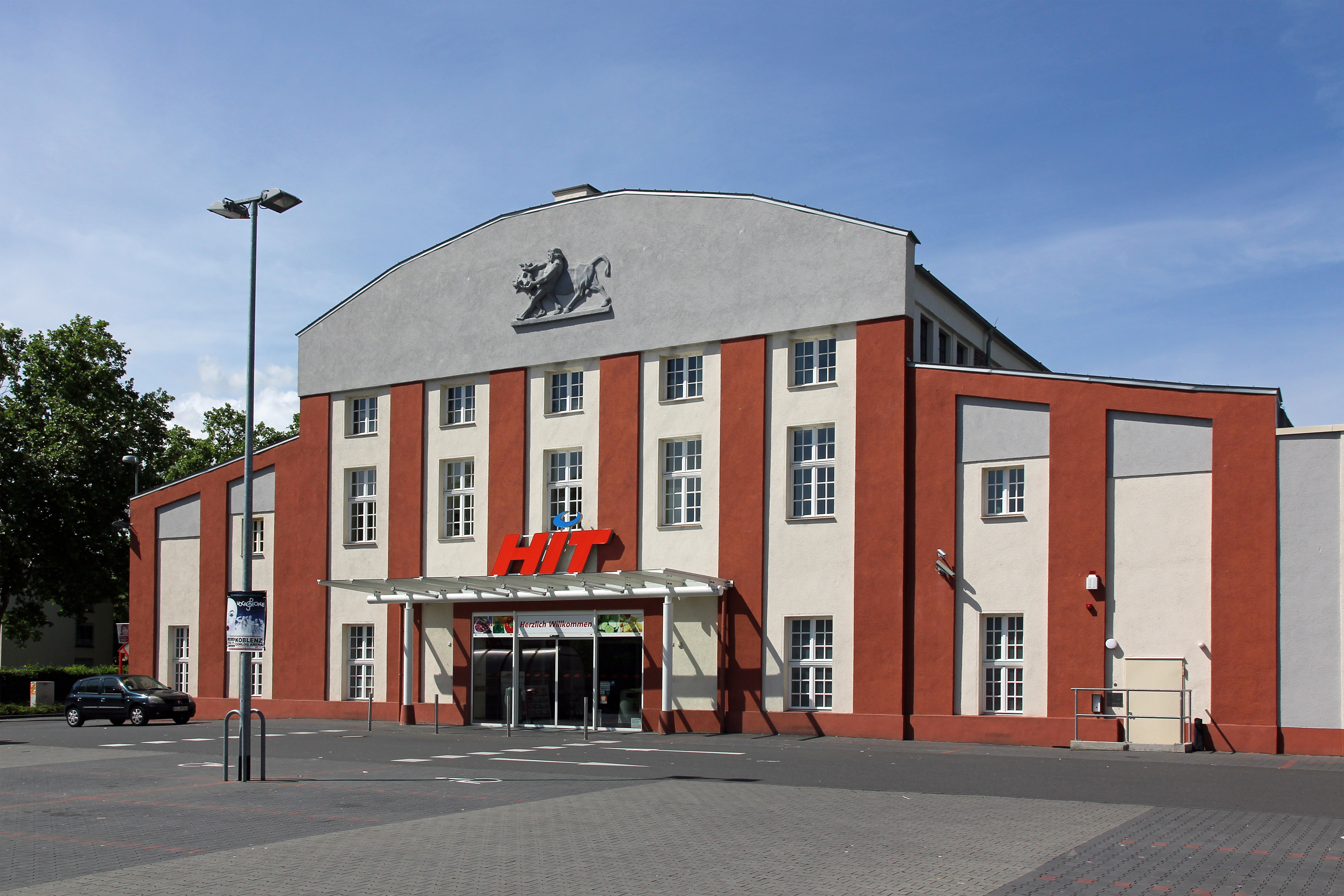
Die ehemalige Viehmarkthalle, heute Filiale eines Hit-Markts

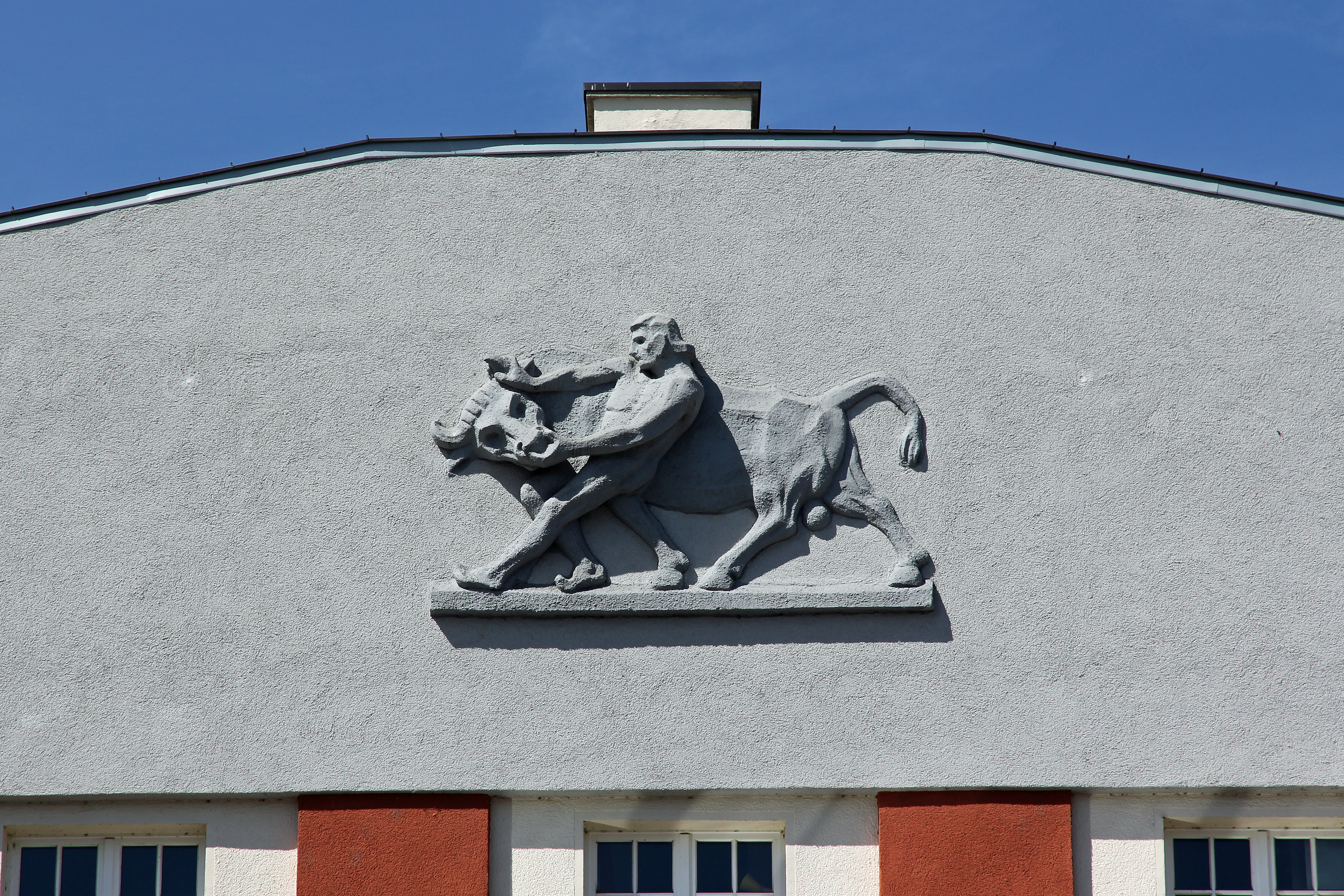
Das Relief an der Frontfassade

Der Schlachthof in Koblenz war von 1890 bis 1993 in Betrieb. Von dem Schlachthof im Stadtteil Rauental ist die 2009 sanierte Viehmarkthalle erhalten geblieben und wird heute von einem Supermarkt genutzt.

## Geschichte
Bereits während der französischen Besetzung (1794–1814) sollte ein zentrales Schlachthaus eingerichtet werden. Dazu wurde 1807 die säkularisierte Florinskirche auserkoren. Da Koblenz 1815 an Preußen fiel, kam es nicht mehr soweit. Im März 1859 schlug die Koblenzer Polizeidirektion, die auch für die öffentliche Hygiene zuständig war, mehrere Bauplätze vor, die jedoch alle außerhalb der Stadtbefestigung lagen. Aufgrund des Rayongesetzes durften außerhalb der Stadtmauern nur einfache Gebäude mit einem gewissen Abstand zu den Festungswerken errichtet werden, die im Kriegsfall leicht zu zerstören waren. Deswegen scheuten sich die Metzger und der Stadtrat vor den Kosten, da sie im Kriegsfall für die Beseitigung zahlen mussten, und die Planungen wurden nicht weiter verfolgt.
Aufgrund des Bevölkerungszuwachses Ende des 19. Jahrhunderts wurde nun die Stadthygiene grundlegend neu geordnet. Nachdem in den 1880er Jahren das erste Wasserwerk in Betrieb genommen und die erste Kanalisation in der Stadt erbaut wurde, nahm die Stadtverwaltung nun die Hausschlachtung ins Visier. Die 72 Hausschlachtereien in Koblenz waren ein Herd für Infektionskrankheiten, da die Abfälle und das Blut der Tiere in den Straßenrinnen landeten oder in Gruben entsorgt wurden. Dies führte dazu, dass einsickernde Abwässer eine Gefahr für das Grundwasser darstellten, aus dem die Bevölkerung durch Ziehbrunnen ihr Trinkwasser gewann.
Ein 1885 vorgeschlagener Bauplatz nahe dem Garnisonslazarett, das im alten Dominikanerkloster in der Altstadt untergebracht war, wurde nach Protesten in der Bevölkerung verworfen. Die Militärs waren nun damit einverstanden, die Bauvorschriften außerhalb der Befestigung zu lockern, auch weil deren Aufgabe aufgrund der fortschreitenden Kriegstechnik absehbar war, und ließen feste Bauwerke zu. Nachdem ein passender Bauplatz am Hundspfad im heutigen Rauental gefunden war, beauftragte man 1886 den Stadtbaumeister Friedrich Wilhelm Ludwin Mäckler mit der Planung eines städtischen Schlachthofs, der einen Vorentwurf seines kommissarischen Vorgängers Georg Breiderhoff überarbeitete. Am 22. Februar 1888 genehmigte der Koblenzer Stadtrat die Realisierung des Bauprojekts für etwa 400.000 Mark (3.504.880 €). Der Grundstein wurde am 4. Juli 1888 gelegt und am 15. Mai 1890 konnte der neue Schlachthof feierlich eingeweiht werden. Bereits im ersten Jahr wurde die Leistungsfähigkeit aller Koblenzer Metzgereien übertroffen. In den Jahren 1911–1913 wurde der Schlachthof nach Plänen von Mäckler um die heute noch bestehende Viehmarkthalle erweitert.
Der Betrieb des Schlachthofes wurde 1992 eingestellt. Bis auf die 2002 unter Denkmalschutz gestellte Viehmarkthalle wurden die Gebäude abgerissen. Diese wurde zwischenzeitlich kulturell genutzt und schließlich 2009 nach langer Investorensuche saniert. Seit Oktober 2009 ist in dem Gebäude die Filiale eines HIT-Markts untergebracht.

## Bau
Der Schlachthof in Koblenz bestand ursprünglich aus den eigentlichen Schlachtgebäuden und einem durch eine Mauer getrennten Viehhof. Zu den Schlachtgebäuden gehörten eine Schlachthalle für Groß- und Kleinvieh sowie eine Schweineschlachthalle. Dazu kamen Stallungen, die Kaldaunenwäsche, ein Kühlhaus sowie ein Maschinen- und Verwaltungsgebäude.
Die 1913 fertiggestellte Viehmarkthalle ist bis heute erhalten, da sie ein Beispiel für den frühen Stahlbetonbau darstellt. Die dreischiffige Halle besitzt einen basilikalen Querschnitt aus sieben Bindern. In der zweiten Hallenachse wurden Wandbemalungen mit farbigen Ranken rekonstruiert. Auf dem Dach sind drei große Lüftungslaternen angebracht. An der Frontfassade unter dem Giebel befindet sich das Relief eines Mannes, der einen Stier führt. Entlang der Schlachthofstraße sind vier Torpfosten auf einem kreuzförmigen Grundriss und einer aus Backstein gemauerten Wand dazwischen samt zwei schmiedeeiserner Tore mit kreisförmigen Ornamenten erhalten.

## Denkmalschutz
Die ehemalige Viehmarkthalle des Schlachthofs ist seit 2002 ein geschütztes Kulturdenkmal nach dem Denkmalschutzgesetz (DSchG) und in der Denkmalliste des Landes Rheinland-Pfalz eingetragen. Sie liegt in Koblenz-Rauental in der Schlachthofstraße 66.
Seit 2002 ist die ehemalige Viehmarkthalle des Schlachthofs Teil des UNESCO-Welterbes Oberes Mittelrheintal.